# 어머님 생전에
"어머님 생전에"는 1973년 공개된 대한민국의 영화이다.

## 배역
- 남진
- 나훈아
- 황정순
- 윤정희
- 나오미
- 윤인자
- 임예심
- 김소조
- 박예숙
- 최연수
- 권오상
- 임성포
- 이예성
- 김기범
- 이강조
- 지방열
- 최성규
- 임운학
- 장인환